# 貌斬り KAOKIRI〜戯曲「スタニスラフスキー探偵団」より〜
『貌斬り KAOKIRI〜戯曲「スタニスラフスキー探偵団」より〜』（かおきり 〜ぎきょく「すたにすらふすきーたんていだん」より〜）は、2016年の日本映画。
キャッチコピーは「役者やめますか？それとも人間やめますか？」。

## 概要
本作は、2015年1月に実際に行われた舞台「スタニスラフスキー探偵団」とその舞台裏が同時に描かれており、長谷川一夫襲撃事件をモチーフに用いている。
監督の細野は第41回湯布院映画祭にて、「今は自主規制の時代なので、映画会社の移籍に関連した本作に大手の映画会社が資金を提供しないことは理解していた。ならば自分でお金を出そうと思い、皆さんの協力を得つつも、低予算で製作した」と振り返っている。

## ストーリー
長谷川一夫襲撃事件を基にした演劇「スタニスラフスキー探偵団」の千秋楽の当日に、助監督役の俳優が姿を消した。しかも、主演女優が演じることへの恐怖から役を降りたいと申し出てきた。
狂気じみた人間模様が展開する中、開演の時間が近づいていた。

### 劇中劇「スタニスラフスキー探偵団」
監督、脚本家、プロデューサー、チーフ助監督、映画評論家が集まり、新作映画『貌斬り』の脚本会議が始まった。
トラブルが起きつつも会議は進んでいったが、なぜ被害者である俳優は事件を不問にしたのかといった疑問がいくつか上がってきた。
映画監督である風間重兵衛は「真相の解明ではなく、納得できる仮説が欲しい」と熱弁するも、納得のいく答えを出せるスタッフはいなかった。
「自分たちでロールプレイをし、真相を解明しよう」という風間の提案により、事件の再現が始まった。

## キャスト
- 草野康太 - 尾形蓮司／風間重兵衛（映画監督）
- 山田キヌヲ - 南千草／蓋河久子（映画プロデューサー）
- 和田光沙 - 和田梓／ウェイトレス
- 金子鈴幸 - 清水大／坪井
- 向山智成 - 向井一平／円山（脚本家）
- 森谷勇太 - 飯尾明／綾部（チーフ助監督）
- 森川千有 - 真壁寿々子／アシスタントプロデューサー
- 南久松真奈 - 蓬田稲子／竹脇（映画評論家）
- 日里麻美 - 黒子
- 嶋崎靖 - 日野昂太／馳一生（俳優）
- 佐藤みゆき - 三嶋友里恵
- 畑中葉子 - 中田順子
- 木下ほうか - 鬼迫哲

## スタッフ
- 脚本・監督・製作・プロデューサー - 細野辰興
- 撮影 - 道川昭如
- 録音・編集 - 若林大介
- 舞台照明 - 伊藤侑貴
- 照明 - 荒井保
- 美術 - 金勝浩一
- 音楽 - 籔中博章
- プロデューサー - 日下部圭子、杉山蔵人
- キャスティングプロデューサー - 木下ほうか
- 助監督 - 有馬達之介
- 製作 - 日下部圭子、杉山蔵人、オフィスキール
- 配給 - マコトヤ